# Lachkabinett
Lachkabinette sind kleine geschlossene Räume (Kabinette), in denen die Besucher gegen eine Eintrittsgebühr durch skurrile Attraktionen zum Lachen gebracht werden: beispielsweise durch grotesk verzerrende Spiegel, die das eigene Spiegelbild extrem dick, dünn oder verbogen darstellen, durch Trugbilder und andere optische Effekte oder durch aus Lautsprechern lachende Stimmen.
Sie finden sich meist in Vergnügungsparks wie dem Wiener Prater, teilweise in Schlössern und Museen, aber auch vereinzelt auf Jahrmärkten oder Kunst-Veranstaltungen.
Im übertragenen Sinn steht „Lachkabinett“ für skurrile Gespräche oder Diskussionen, z. B. in der Politik, s. a. Lachnummer.
„Lachkabinett“ ist auch der Titel einiger Kabaretts, Stegreifkomödien und Filme. Zu erwähnen sind unter anderem
- Karl Valentins großes Lach-Kabinett (Gesammelte Werke, Bertelsmann-Verlag 1971)
- Münchner Klapsmühle, Valentins Lachkabinett
- der Film Kintopps Lachkabinett (Golden Age of Comedy), USA 1957[1]

Ab 25. Mai 2019 plant das Mumok in Wien in der Ausstellung „Really“ eine Auseinandersetzung mit dem Spiegelkabinett.